# Charles Walters
Charles Walters, född 11 november 1911 i Brooklyn, New York, död 13 augusti 1982, var en amerikansk filmregissör och koreograf.

## Filmografi i urval
- 1943 - Vi i vilda västern
- 1943 - Mitt majestät kung Ludde
- 1943 - Här kommer jag!
- 1944 - Vi mötas i St. Louis
- 1946 - Ziegfeld Follies
- 1947 - Leve kärleken
- 1948 - En dans med dej
- 1949 - Vi dansar igen!
- 1950 - Upp med ridån
- 1950 - Annie Get Your Gun
- 1951 - Tre man och en flygvärdinna
- 1953 - Lili
- 1953 - Vi simmar tillsammans
- 1953 - Fest i Florida
- 1955 - Ljuva ungkarlstid
- 1956 - En skön historia
- 1957 - Akta er för vatten
- 1958 - Gigi, ett lättfärdigt stycke
- 1959 – Det vet varenda flicka
- 1961 – Anna och kärleken
- 1964 - Colorados vilda dotter
- 1966 - Skynda långsamt grabben